# Dialectica columellina
Dialectica columellina là một loài bướm đêm thuộc họ Gracillariidae. Nó được tìm thấy ở Nam Phi.
Ấu trùng ăn Pavonia columella. Chúng có thể ăn lá nơi chúng làm tổ.